# Manlii
Légende :
♦Patricien, ♦Plébéien, ♦Consulaire, ♦Sénatorial, ♦Équestre
Gens et Liste des gentes romaines
Les Manlii sont les membres de la gens romaine patricienne Manlia. Ils occupent de hautes magistratures tout le long de la République romaine. Ils ont pour cognomina principaux Capitolinus, Torquatus et Vulso.
Dans l'histoire légendaire de la gens Manlia, colliers et torques tiennent une place importante. Leur nom Man(i)lius est vraisemblablement un dérivé d'appartenance du nom du « collier ». La parenté du nom de la gens avec celui de Juno Moneta manifeste le lien ancien qui unit cette famille avec la divinité romaine.

## Membres sous la République

### Manliipatriciens

#### Branches desManlii Vulsones et Capitolini
- Publius Manlius, (v.-560 - ?)
  - Cnaeus Manlius Cincinnatus, (v.-530 - -480), consul en 480 av. J.-C.
    - Cnaeus Manlius, (v.-510 - ?)
      - Aulus Manlius, (v.-470 - ?);
        - Titus Manlius, (v.-450 - ?)
          - Marcus Manlius Capitolinus, (v.-430 - -385/4), consul en 392 av. J.-C.
          - Aulus Manlius Capitolinus, (v.-430 - ap.-370), tribun consulaire en 389, 385, 383 et 370 av. J.-C.

        - Aulus Manlius Vulso Capitolinus, (v.-445 - ap.-394), tribun consulaire en 405, 402 et 397 av. J.-C.
          - Publius Manlius Capitolinus, (v.-420 - ap.-367), tribun consulaire en 379 et 367 av. J.-C. et dictateur en 368 av. J.-C.
          - ? Caius Manlius Capitolinus, (v.-420 - ap.-379), tribun consulaire en 379 av. J.-C.
          - Lucius Manlius Capitolinus Imperiosus, (v.-415 - ap.-358), dictateur en 363 av. J.-C.[a 1]
            - Voir branche des Manlii Torquati

        - Quintus Manlius Vulso Capitolinus, (v.-440 - ap.-396), tribun consulaire en 396 av. J.-C.

      - Marcus Manlius Vulso, (v.-460 - ap.-420), tribun consulaire en 420 av. J.-C.
        - Publius Manlius Vulso, (v.-440 - ap.-400), tribun consulaire en 400 av. J.-C.
          - ? (Manlius Vulso), (v.-410 - ?)
            - ? (Manlius Vulso), (v.-380 - ?)
              - Publius Manlius Vulso, (v.-350 - ?)
                - Aulus Manlius Vulso, (v.-320 - ?)
                  - Lucius Manlius Vulso Longus, (v.-295 - ap.-250), consul en 256 et 250 av. J.-C.
                    - Cnaeus Manlius Vulso, (v.-255 - ?)
                      - Cnaeus Manlius Vulso, (v.-225 - ap.-184), consul en 189 av. J.-C.
                      - Aulus Manlius Vulso, (v.-220 - ap.-177), consul en 178 av. J.-C.

      - ? Marcus Manlius Capitolinus, (v.-475 - ap.-434), tribun consulaire en 434 av. J.-C.
      - ? Lucius Manlius Capitolinus, (v.-460 - ap.-422), tribun consulaire en 422 av. J.-C.

    - Aulus Manlius Vulso, (v.-510 - ap.-451), consul en 474 av. J.-C.

#### Branches desManlii Torquati
- Lucius Manlius Capitolinus Imperiosus, (v.-415 - ap.-358), dictateur en 363 av. J.-C.
  - Cnaeus Manlius Capitolinus Imperiosus, (v.-395 - ap.-345), consul en 359 et 357 av. J.-C. et censeur en 351 av. J.-C.
  - Titus Manlius Imperiosus Torquatus, (v.-390 - ap.-320), dictateur en 353 et 349 av. J.-C. et consul en 347, 344 et 340 av. J.-C.
    - Titus Manlius Torquatus, (v.-370 - -340), préfet militaire en -340;
      - Titus Manlius Torquatus, (v.-345 - ap.-299), consul en 299 av. J.-C.
        - Titus Manlius Torquatus, (v.-320 - ?)
          - Titus Manlius Torquatus, (v.-300 - ?)
            - Titus Manlius Torquatus, (v.-275 - -202), consul en 235 et 224 av. J.-C., censeur en 231 av. J.-C. et dictateur en 208 av. J.-C.
              - Aulus Manlius (Torquatus), (v.-240 - -208), tribun militaire en -208;
                - Titus Manlius Torquatus, (v.-210 - ap.-140), consul en 165 av. J.-C.
                  - Titus Manlius Torquatus, (v.-180 - ?), préteur;
                    - Titus Manlius Torquatus, (? - ap.-54);
                      - Titus Manlius Torquatus, (v.-108 - v.-63), préteur vers -69;
                      - Manlia, épouse son cousin Aulus Manlius Torquatus;
                      - Publius Cornelius Lentulus Spinther, fils adoptif d'un Manlii Torquati, il n'utilisera pas le nomen Manlius.

                    - Lucius Manlius Torquatus, (v.-130 - ?), questeur;
                      - Lucius Manlius Torquatus, (v.-108 - v.-53), consul en 65 av. J.-C. et censeur en 64 av. J.-C.
                        - Lucius Manlius Torquatus, (v.-80 - -48), préteur en -49;
                        - (Aulus) Manlius Torquatus, (v.-70 - ap.-20), questeur en -43;

                  - Decimus Iunius Albinus Manlianus, (v.-178 - -140), préteur en -141, adopter par un Decimus Iunius.
                    - Voir les Iunii;

                  - Aulus Manlius Torquatus;
                    - Aulus Manlius Torquatus, (v.-110 - ap.-44), préteur en -70;
                      - (Aulus) Manlius Torquatus, (v.-80 - ?);
                      - Titus Manlius Torquatus, (v.-75 - ap.-45)

                - Aulus Manlius Torquatus (de), (v.-209 - ap.-159), consul en 164 av. J.-C.

          - Aulus Manlius Torquatus Atticus, (v.-295 - ap.-241), censeur en 247 av. J.-C. et consul en 244 et 241 av. J.-C.

      - Lucius Manlius Torquatus, (v.-340 - ap.-295), légat en -295.

### Manliiplébeiens
- Lucius Manlius Acidinus Fulvianus, consul en 179 av. J.-C.
- Publius Manilius, consul en 120 av. J.-C.

## Membres sous le Principat

### Manlii Carbo
- Publius Manlius Carbo, (v.90 - ap.120), Frères Arvales en 120;
  - ? (Lucius) Manlius Carbo, (v.120 - ?), préteur tutélaire;
    - ? Manlia Fadilla

  - ? Arria, épouse de Marcus Nonius Macrinus;

### Manlii Boethii
- ? (Manlius?) Boethius, (v.420 - 454), Préfet du prétoire d'Italie;
  - Nar(ius)? Manlius Boethius, (v.445 - v.490), consul en 487, Préfet de Rome, patricius[b 1];
    - Anicius Manlius Severinus Boethius, (v.480 - 524), consul en 510;
      - Flavius Symmachus, (v.500 - ap.526), consul en 522;
      - Flavius Boethius, (v.500/5 - ap.526), consul en 522;
        - ? Boethius, (v. 530 - ap. 556/61), Préfet du prétoire d'Afrique;
          - ? Rusticiana, (v. 555 - ap. 603), épouse Eudoxius;
          - ? Symmachus, (v. 560 - ap. 601), vir magnificus;

### Autres
- Caius Manlius Valens, (v. 6/7 - 96), consul en 96;
- Quintus Manlius Ancharius Tarquitius Saturninus, (v. 20 - ap. 72/3), consul suffect en 62, proconsul d'Afrique;[b 2]
- Lucius Manlius Patruinus, (v. 30 - ap. 74), consul suffect en 74;
- Caius Manlius Felix, (v. 50/5 - ap. v. 110), procurateur d'Auguste sur le XXe des héritages;
- Manlia Scantilla Augusta, (v.140 - 7/193), épouse de Didius Julianus;